# Georg Gilgenreiner
Georg Gilgenreiner (* 28. August 1948 in Lenggries) ist ein deutscher Motorrad-Bahnrennfahrer, der sowohl im Speedway als auch auf Langbahnrennen erfolgreich gewesen ist.

## Karriere
Gilgenreiner begann seine Karriere Ende der 1960er-Jahre und musste im Frühjahr 1984 infolge eines Rennunfalls seine Laufbahn beenden. Sein größter Erfolg war der Gewinn der Deutschen Speedway-Einzelmeisterschaft 1980. Außerdem stand er mehrere Jahre im Aufgebot der deutschen Speedway-Nationalmannschaft, mit der er 1981 beim Team-WM-Finale in Olching/D die WM-Bronzemedaille erkämpfte. 1981 stand er mit Egon Müller im Best-Pairs-WM-Finale in Chorzów, Polen. 
Auch für das Langbahn-WM-Finale qualifizierte sich Gilgenreiner einige Male.

## Erfolge

### Einzel
- Deutscher Speedway-Einzelmeister 1980

### Team
- Speedway-Team WM-Bronzemedaillengewinner 1981
- Best-Pairs WM-Finalist 1981

## Persönliches
Seit einem Rennunfall im Frühjahr 1984 ist Gilgenreiner querschnittgelähmt. Aber durch sein Unternehmen GG-Kupplungen war er nach wie vor für den Rennsport da und rüstete manchen Spitzenfahrer mit seinen Kupplungen aus.